# Brassó (comitaat)
Het comitaat Brassó (Hongaars: Brassó vármegye, Roemeens: Comitatul Brașov, Duits: Komitat Kronstadt) is een historisch  comitaat in het vroegere koninkrijk Hongarije. Het ligt vandaag in de Roemeense regio Zevenburgen.

## Ligging

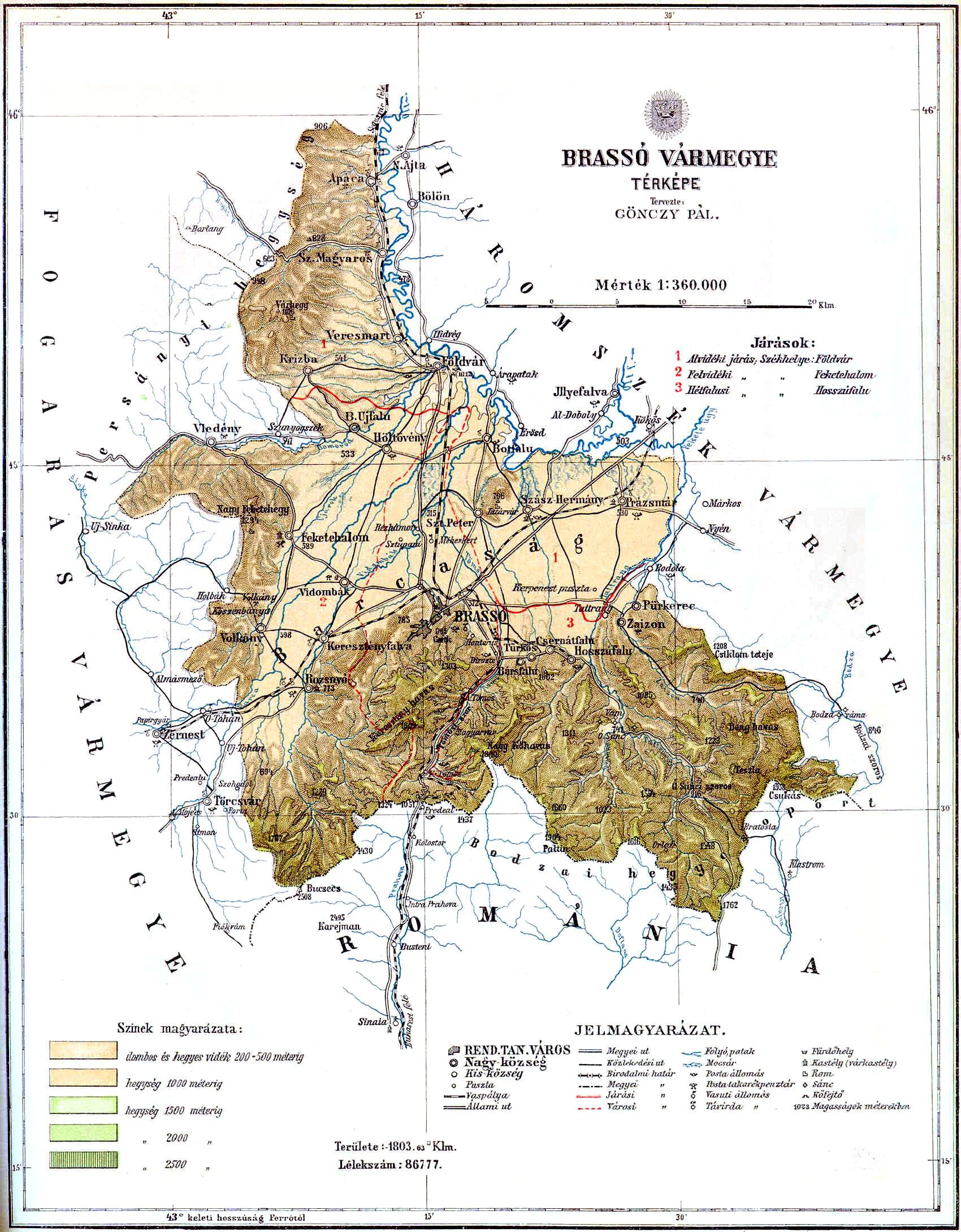
Kaart van het comitaat Brassó in 1890

Het comitaat grensde aan de comitaten Nagy-Küküllő, Háromszék, Fogaras, en in het zuiden ook aan het Koninkrijk Roemenië. In het noorden, in het zogenaamde Burzenland of Țara Bârsei, is het gebied relatief vlak, in het zuiden, in het Bucegigebergte, daarentegen zeer bergachtig. Door het gebied vloeit de rivier de Olt, die samen met haar zijrivieren voor een vruchtbare grond zorgt. Brassó was onder andere hierdoor het economisch sterkste comitaat in het oosten van Hongarije.

## Bevolkingssamenstelling
Het comitaat wordt in 1876 ingesteld, in onderstaand overzicht de bevolkingssamenstelling conform de Hongaarse volkstellingen. Verder zijn de eerste Roemeense tellingen van 1920 en 1930 en 1948 toegevoegd. Vanaf 1950 ontstonden andere grenzen.

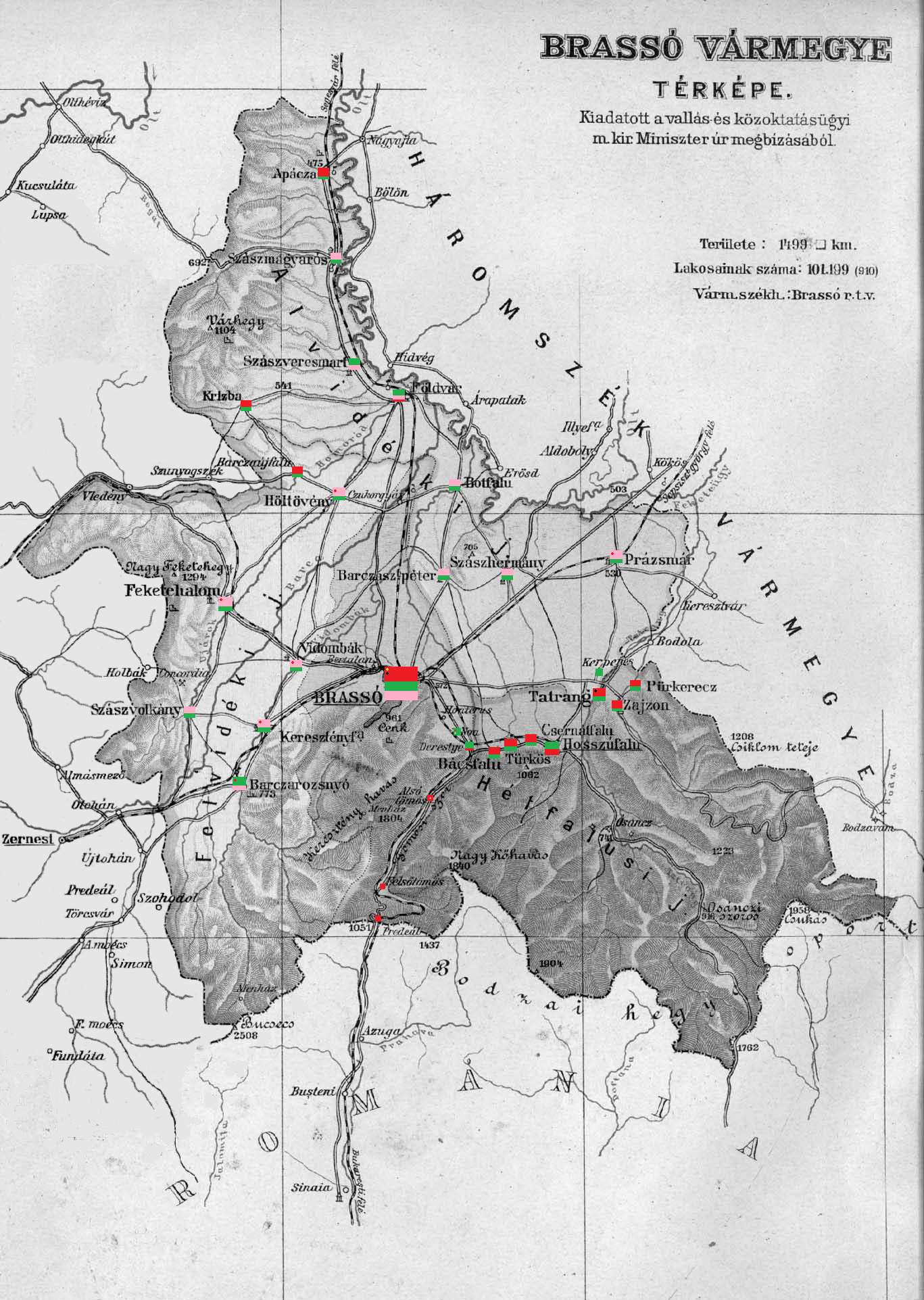
Etnische kaart van het comitaat met de data van de volkstelling van 1910

| Volkstelling | Totaal  | Hongaars        | Roemeens         | Duits           | overig of onbekend |
| ------------ | ------- | --------------- | ---------------- | --------------- | ------------------ |
| 1880         | 83.929  | 23.948 (29,62%) | 29.250 (36,18%)  | 26.579 (32,87%) | 1.074 (1,33%)      |
| 1890         | 86.777  | 26.116 (30,10%) | 31.106 (35,85%)  | 27.802 (32,04%) | 1.753 (2,02%)      |
| 1900         | 95.565  | 31.191 (32,64%) | 33.886 (35,46%)  | 29.415 (30,78%) | 1.073 (1,12%)      |
| 1910         | 101.199 | 35.372 (34,95%) | 35.091 (34,68%)  | 29.542 (29,19%) | 1.194 (1,18%)      |
| 1920         | 101.953 | 33.584 (32,94%) | 36.138 (35,44%)  | 30.281(29.78%)  | 1.950 (1,91%)      |
| 1930         | 168.125 | 44.761 (26,6%)  | 83.948 (49,9%)   | 33.348 (19,8%)  | --                 |
| 1948         | 203.724 | 37.511 (18,41%) | 140.818 (69,12%) | 23.399 (11,49%) | --                 |

## Geschiedenis
De regio werd vanaf de 12e eeuw bevolkt door Duitse kolonisten. Het comitaat Brassó ontstond in 1876, toen de stoel Kronstadt, onderdeel van de Königsboden in het grootvorstendom Zevenburgen, werd opgeheven en er bovendien nieuwe grenzen werden vastgelegd. Na het einde van de Eerste Wereldoorlog werd het gebied ten gevolge van het Verdrag van Trianon in 1920 aan het koninkrijk Roemenië toegewezen, en had vervolgens als het voormalige Roemeense district Brașov dezelfde grenzen tot 1950. Sinds 1960 ligt het gebied van het voormalige comitaat in het huidige district Brașov.

## Districten
| Stoeldistricten (járások) | Stoeldistricten (járások)                |
| Stoeldistrict             | Hoofdplaats                              |
| ------------------------- | ---------------------------------------- |
| Alvidék                   | Földvár, tegenwoordig Feldioara          |
| Felvidék                  | Brassó, tegenwoordig Brașov              |
| Hétfalus                  | Hosszúfalu/Satulung, tegenwoordig Săcele |

| Stadsdistricten (rendezett tanácsú városok) |
| ------------------------------------------- |
| Brassó, tegenwoordig Brașov                 |